# Mordellistena oraniensis
Mordellistena oraniensis es una especie de coleóptero de la familia Mordellidae.

## Distribución geográfica
Habita en Argel (Argelia).